# Rolf Björklund
Rolf Björklund (* 2. Oktober 1938) ist ein schwedischer ehemaliger Fußballspieler. Der Abwehrspieler mit dem Spitznamen „Tejpen“ holte mit Malmö FF mehrere nationale Titel und trat für die schwedische Nationalmannschaft an.

## Werdegang
Björklund spielte zunächst in Gyllebo und Österlen, ehe er über einen Freund, mit dem er zusammen als Laufbursche beim Skånska Dagbladet arbeitete, 1953 zu Malmö FF kam. Dort durchlief er den Nachwuchsbereich und rückte 1959 in die erste Mannschaft auf. Am 11. Mai 1960 debütierte er schließlich für den Klub in der Allsvenskan und etablierte sich in der Folge unter Trainer Nils-Åke Sandell in der Stammformation des Klubs. Hatte sich der Klub unter dessen leitung im vorderen Ligabereich festgesetzt, stellte sich unter dem Nachfolger Antonio Durán eine der erfolgreichsten Perioden der Vereinsgeschichte ein. In der Spielzeit 1965 gewann Björklund an der Seite von Bo Larsson, Ingvar Svahn und Prawitz Öberg mit zwei Punkten Vorsprung auf IF Elfsborg den Von-Rosens-Pokal für den schwedischen Meistertitel. Durch seine gute Leistungen im Saisonverlauf spielte er sich zudem in den Kreis der Nationalelf und debütierte am 31. Oktober des Jahres beim 0:0-Unentschieden gegen Norwegen im blau-goldenen Dress. In der Folge hielt er sich in der Auswahlmannschaft und war im Rahmen der Qualifikation zur Europameisterschaft 1968 Stammspieler unter Nationaltrainer Orvar Bergmark. Zwar hatte die Mannschaft hierbei zum Auftakt mit einem 2:1-Auswärtserfolg beim amtierenden WM-Dritten Portugal durch einen Doppelpack von Inge Danielsson überrascht, als Tabellendritter war sie jedoch letztendlich von einer Endrundenteilnahme weit entfernt.
Auch im Verein Stammkraft wiederholte Björklund in der Spielzeit 1967 den Meisterschaftsgewinn, der durch den Gewinn des Doubles nach einem 2:0-Finalerfolg im Svenska Cupen gegen IFK Norrköping gekrönt wurde. Im selben Jahr lief er bei der 0:3-Niederlage gegen Bulgarien zum letzten Mal im Nationaljersey auf, nach verpassen der Qualifikation zur EM wurde er nach 13 Länderspielen nicht mehr in der Auswahlmannschaft berücksichtigt. Bei seinem Verein setzte man jedoch weiterhin auf ihn, so dass er in der Spielzeit 1970 seinen dritten Meistertitel feiern konnte. Nach Saisonende verließ er nach 192 Erstligaspielen den Klub und war mehrere Jahre als Spielertrainer bei Trelleborgs FF tätig. Später betreute er verschiedene Vereine im unterklassigen Ligabereich.